# Significantie
Statistische significantie is de aannemelijkheid dat een correlatie in de statistiek niet op toeval berust. Het significantieniveau {\displaystyle \alpha } is de kans dat de hypothese die wordt getest ten onrechte wordt verworpen. Voor deze grenswaarde wordt vaak 0,05 gekozen, al is dit arbitrair, aangezien significantie een continuüm is.
In die zin is in de statistiek een significante uitkomst betekenisvol, omdat het als bewijs gezien wordt tegen een toevallig ontstaan. In het alledaags spraakgebruik wordt significant gebruikt als synoniem voor betekenisvol, belangrijk. Om een subtiele betekenisverwarring te voorkomen, is daarom in de geneeskunde sprake van klinische significantie bij onderzoeksresultaten die niet alleen meetbaar zijn, maar in de geneeskundige praktijk ook betekenisvol.

## Statistische toets
Een uitkomst bij een statistische toets is significant als de uitkomst nogal onwaarschijnlijk is, exceptioneel in het licht van de nulhypothese. Vergelijk dit met een bewijs uit het ongerijmde. Onder de veronderstelling van de nulhypothese wordt een uitkomst gevonden, die weliswaar nu niet onmogelijk is, maar wel uitzonderlijk, ongeloofwaardig. Bijgevolg wordt de nulhypothese verworpen: de uitkomst is significant. Als criterium voor de ongeloofwaardigheid van een uitkomst kan de p-waarde (overschrijdingskans) van de uitkomst berekend worden, of het kritieke gebied. Is de p-waarde te klein, dus is er onder de nulhypothese maar een kleine kans op overschrijding van de gevonden uitkomst, dan wordt die uitkomst als uitzonderlijk opgevat en de nulhypothese verworpen. Het kritieke gebied is de verzameling van alle ongeloofwaardige uitkomsten, uitkomsten die tot verwerping van de nulhypothese leiden.
Van belang is dat deze term alleen gebruikt mag worden na het evalueren van een voorspelling. Men mag bijvoorbeeld niet na het overschakelen op een ander merk autobanden achteraf tevreden vaststellen dat deze significant langer meegaan dan het oude merk.

## Significant
In Proceedings of the Society for Psychical Research van 1929 wees Ronald Aylmer Fisher, de bedenker van de hypothesestoets, al op het frequente foutieve gebruik van zijn hypothesetoets.
Een grote p-waarde kan op van alles duiden: misschien is de steekproefgrootte te klein gekozen zoals in het voorbeeld hierboven, misschien is de nulhypothese onjuist, misschien is het statistisch effect zo klein dat het niet is waargenomen, enzovoorts.
Een grote p-waarde betekent uitsluitend dat we een waarde van de toetsingsgrootheid hebben gevonden in het niet-kritieke gebied. Deze benaming lijkt beter dan het gebruikelijk acceptatiegebied, omdat het woord acceptatie te sterk duidt op een conclusie die echter niet getrokken mag worden. Een grote p-waarde betekent niet dat zonder meer geconcludeerd mag worden dat de nulhypothese juist is. De enige conclusie is dat er geen resultaat is gevonden dat doet twijfelen aan de juistheid van de nulhypothese.
Maar wat zegt een kleine p-waarde? Fisher waarschuwt: The test of significance only tells him [de onderzoeker] what to ignore, namely all experiments in which significant results are not obtained. He should only claim that a phenomenon is experimentally demonstrable when he knows how to design an experiment so that it will rarely fail to give a significant result. Consequently, isolated significant results which he does not know how to reproduce are left in suspense pending further investigation.
Dus, volgens Fisher is een significantietoets alleen zinvol binnen de context van een serie experimenten. Eén significant resultaat zegt niet veel; het zou zomaar het resultaat van toeval kunnen zijn.
In dit verband wijst de historicus van de statistiek Salsburg nog op een betekenisverschuiving van het woord significant: dat betekende eind 19e eeuw zoiets als "duidt op iets", maar is in de 20e eeuw langzamerhand "is belangrijk" geworden. Fisher gebruikte significant in de 19e-eeuwse betekenis.
Een waarde van de toetsingsgrootheid in het kritieke gebied, en dus een kleine p-waarde, duidt volgens Fisher mogelijk op iets interessants. Nader onderzoek, met meer experimenten, is gewenst.
Helaas veroorzaakt het veelvuldig gebruikte woord rejectiegebied voor het kritieke gebied dat men vaak meent dat een waarde van de toetsingsgrootheid in het kritieke gebied (kleine p-waarde) het verwerpen van de nulhypothese inhoudt. De toetsingsprocedure gaat echter uit van de juistheid van de nulhypothese, en die sluit kleine p-waarden niet uit. Een kleine p-waarde is dus pertinent geen bewijs voor de onjuistheid van de nulhypothese; een kleine p-waarde is interessant, meer ook niet.